# Żeński układ płciowy

Schemat budowy żeńskich narządów rozrodczych

Żeński układ płciowy – układ narządów służący do wytwarzania komórek płciowych żeńskich, a w przypadku zapłodnienia stwarzający dogodne warunki do rozwoju i wzrastania płodu. Z uwagi na rozmieszczenie narządy płciowe żeńskie dzieli się na wewnętrzne i zewnętrzne.
Do wewnętrznych należą:
- jajowody (łac. tuba uterina, oviductus, salpinx)
- jajniki (łac. ovarium, l.mn. ovaria)
- macica (łac. uterus, hystera, metra)
- pochwa (łac. vagina, kolpos).

Do zewnętrznych narządów płciowych żeńskich, noszących nazwę sromu (łac. pudendum) zalicza się:
- wzgórek łonowy, dawniej wzgórek Wenery (łac. mons pubis)
- wargi sromowe większe (łac. labia majora pudendis)
- wargi sromowe mniejsze (łac. labia minora pudendis)
- spoidło przednie warg sromowych (łac. commisura labiorum pudendis anterior)
- spoidło tylne warg sromowych (łac. commisura labiorum pudendis posterior)
- wędzidełko warg sromowych (łac. frenulum labiorum pudendis)
- przedsionek pochwy (łac. vestibulum vaginae) i błona dziewicza (grec. hymen)
- dół łódeczkowaty przedsionka pochwy – znajduje się pomiędzy pochwą a spoidłem tylnym
- wejście do pochwy – stanowi pośrodkowo położony otwór, w części zamknięty przez błonę dziewiczą.
- łechtaczka (łac. clitoris)
- wędzidełko łechtaczki (łac. frenulum clitoridis)
- napletek łechtaczki (łac. preputium clitoridis)
- gruczoły przedsionkowe większe (łac. glandulae vestibularis majoris), inaczej gruczoły Bartholina (łac. glandulae Bartholini)
- gruczoły przedsionkowe mniejsze (łac. glandulae vestibularis minoris), inaczej gruczoły przycewkowe (łac. glandulae paraurethralie)
- ujście zewnętrzne cewki moczowej (łac. ostium externum urethrae) – u zdrowej kobiety uformowane jest w niewielką wyniosłość z pionową szczeliną na szczycie. Na zewnątrz lub wewnątrz cewki moczowej, tuż przy ujściu, mają swoje odejścia przewodziki wyprowadzające gruczołów okołocewkowych.
- opuszki przedsionka (łac. bulbi vestibuli).

Podczas porodu następujące struktury ulegają zniszczeniu i nie są od tego momentu wyróżniane jako struktury anatomiczne:
- spoidło tylne warg sromowych
- wędzidełko tylne
- dół łódeczkowaty przedsionka pochwy.

Do narządów rozrodczych kobiety zalicza się również gruczoły sutkowe.